# Società Sportiva Lanerossi Vicenza 1968-1969
Questa voce raccoglie le informazioni riguardanti la Società Sportiva Lanerossi Vicenza nelle competizioni ufficiali della stagione 1968-1969.

## Stagione
Nella stagione 1969-1969 il L.R. Vicenza disputa il campionato di Serie A: con 23 punti in classifica si piazza in dodicesima posizione. Lo scudetto è stato vinto dalla Fiorentina con 45 punti, al secondo posto il Cagliari ed il Milan con 41 punti, quarto l'Inter con36 punti; retrocedono in Serie B il Varese con 22 punti, il Pisa con 20 punti e l'Atalanta con 19 punti.
Salvezza ottenuta sul filo di lana per il Lanerossi Vicenza in questa stagione, con due allenatori, l'andata con Umberto Menti e il girone di ritorno con Ettore Puricelli. A metà torneo il Vicenza era ultimo con 10 punti; il ritorno è cominciato con altre due sconfitte con l'Inter e il Bologna, poi l'arrivo del nuovo allenatore ha portato entusiasmo e anche i risultati, che hanno fatto risalire la china fino ad ottenere la salvezza, sancita prima dal pareggio (2-2) ottenuto a Pisa nella penultima giornata e poi dalla vittoria (2-1) sul Verona all'ultima giornata. Il miglior marcatore stagionale è stato Alessandro Vitali autore di otto reti, di cui cinque in campionato e tre in Coppa Italia, mentre il difensore Paride Tumburus con sei reti è stato il miglior marcatore vicentino del campionato.
In Coppa Italia i biancorossi hanno disputato il primo turno di qualificazione, un girone vinto dal Milan che è stato così promosso ai quarti, proprio appaiato al L.R. Vicenza con 5 punti, ma con la differenza reti migliore (Milan 5 reti realizzate e 0 subite, il Vicenza 6 reti fatte e 2 subite).

## Rosa
| N. |                   | Ruolo | Calciatore         |
| -- | ----------------- | ----- | ------------------ |
|    | Italia (bandiera) | P     | Adriano Bardin     |
|    | Italia (bandiera) | P     | Franco Luison      |
|    | Italia (bandiera) | D     | Mario Calosi       |
|    | Italia (bandiera) | D     | Sergio Carantini   |
|    | Italia (bandiera) | D     | Gianfranco Volpato |
|    | Italia (bandiera) | D     | Roberto De Petri   |
|    | Italia (bandiera) | D     | Gabriele Piampiani |
|    | Italia (bandiera) | D     | Marino Rossetti    |
|    | Italia (bandiera) | C     | Giorgio Biasiolo   |
|    | Italia (bandiera) | C     | Domenico Fontana   |

| N. |                    | Ruolo | Calciatore        |
| -- | ------------------ | ----- | ----------------- |
|    | Italia (bandiera)  | C     | Paride Tumburus   |
|    | Brasile (bandiera) | C     | Cinesinho         |
|    | Italia (bandiera)  | C     | Ivan Romanzini    |
|    | Italia (bandiera)  | C     | Giorgio Fasoli    |
|    | Italia (bandiera)  | A     | Alessandro Vitali |
|    | Italia (bandiera)  | A     | Alberto Reif      |
|    | Italia (bandiera)  | A     | Luigi Menti       |
|    | Italia (bandiera)  | A     | Nicola Ciccolo    |
|    | Italia (bandiera)  | A     | Francesco Gallina |
|    | Italia (bandiera)  | A     | Primo Rigoni      |

## Risultati

### Serie A

#### Girone di andata
| Arbitro: | Picasso (Chiavari) |

|  |           |             |
|  | Marcatori | 76’ Mazzola |

| Arbitro: | Pieroni (Roma) |

|              |           |  |
| Tumburus 84’ | Marcatori |  |

| Torino 13 ottobre 1968 3ª giornata | Torino          | 0 – 0 | Lanerossi Vicenza | Stadio Comunale\| Arbitro: \| Acernese (Roma) \| |
| Arbitro:                           | Acernese (Roma) |       |                   |                                                  |

| Arbitro: | De Robbio (Torre Annunziata) |

|          |           |  |
| Reif 35’ | Marcatori |  |

| Arbitro: | Carminati (Milano) |

|                                       |           |  |
| Boninsegna 25’, 29’ Calosi 69’ (aut.) | Marcatori |  |

| Vicenza 10 novembre 1968 6ª giornata | Lanerossi Vicenza   | 0 – 0 | Fiorentina | Stadio Romeo Menti\| Arbitro: \| Lo Bello (Siracusa) \| |
| Arbitro:                             | Lo Bello (Siracusa) |       |            |                                                         |

| Arbitro: | Pieroni (Roma) |

|                                        |           |             |
| Sormani 28’ Petrini 48’ Prati 78’, 89’ | Marcatori | 75’ Gallina |

| Arbitro: | Torelli (Milano) |

|                          |           |  |
| Gallina 11’ Tumburus 60’ | Marcatori |  |

| Arbitro: | Giunti (Arezzo) |

|               |           |  |
| Tamborini 58’ | Marcatori |  |

| Arbitro: | De Robbio (Torre Annunziata) |

|             |           |                         |
| Gallina 50’ | Marcatori | 36’ Cordova 42’ Taccola |

| Arbitro: | Motta (Monza) |

|                           |           |               |
| Pellizzaro 6’ Ferrari 27’ | Marcatori | 52’ Cinesinho |

| Arbitro: | Bernardis (Roma) |

|                   |           |  |
| Haller 38’ (rig.) | Marcatori |  |

| Arbitro: | Di Tonno (Lecce) |

|                                 |           |  |
| Vitali 69’ Reif 76’ Fontana 79’ | Marcatori |  |

| Arbitro: | Carminati (Milano) |

|              |           |                                |
| Tumburus 85’ | Marcatori | 45’ Manservisi 88’ Guglielmoni |

| Arbitro: | Gussoni (Tradate) |

|                            |           |                  |
| Bui 37’ Volpato 59’ (aut.) | Marcatori | 3’ (rig.) Vitali |

#### Girone di ritorno
| Arbitro: | Michelotti (Parma) |

|             |           |  |
| Mazzola 78’ | Marcatori |  |

| Arbitro: | Torelli (Milano) |

|                           |           |  |
| Savoldi 20’, 45’ Pace 47’ | Marcatori |  |

| Arbitro: | Vacchini (Milano) |

|              |           |             |
| Tumburus 32’ | Marcatori | 43’ Carelli |

| Arbitro: | D'Agostini (Roma) |

|             |           |                             |
| Incerti 46’ | Marcatori | 5’, 15’ Tumburus 74’ Vitali |

| Arbitro: | Gonella (Torino) |

|          |           |          |
| Reif 31’ | Marcatori | 38’ Riva |

| Arbitro: | Pieroni (Roma) |

|                                |           |  |
| Chiarugi 15’, 78’ Maraschi 42’ | Marcatori |  |

| Arbitro: | Bernardis (Roma) |

|          |           |            |
| Reif 70’ | Marcatori | 45’ Rivera |

| Arbitro: | Torelli (Milano) |

|              |           |  |
| Altafini 70’ | Marcatori |  |

| Arbitro: | Acernese (Roma) |

|               |           |  |
| Cinesinho 10’ | Marcatori |  |

| Arbitro: | De Robbio (Torre Annunziata) |

|                                              |           |                  |
| Landini 7’, 79’ Cordova 16’ Capello 34’, 55’ | Marcatori | 59’, 81’ Ciccolo |

| Arbitro: | D'Agostini (Roma) |

|               |           |  |
| Cinesinho 28’ | Marcatori |  |

| Vicenza 27 aprile 1969 27ª giornata | Lanerossi Vicenza | 0 – 0 | Juventus | Stadio Romeo Menti\| Arbitro: \| Motta (Milano) \| |
| Arbitro:                            | Motta (Milano)    |       |          |                                                    |

| Arbitro: | Monti (Ancona) |

|              |           |  |
| Sabadini 89’ | Marcatori |  |

| Arbitro: | Pieroni (Roma) |

|                      |           |                         |
| Casati 50’ Cosma 85’ | Marcatori | 8’ Cinesinho 64’ Vitali |

| Arbitro: | D'Agostini (Roma) |

|                        |           |         |
| Vitali 45’ Gallina 81’ | Marcatori | 10’ Bui |

### Coppa Italia

#### Primo turno
| Arbitro: | Caligaris (Alessandria) |

|  |           |                              |
|  | Marcatori | 30’ Biasiolo 37’, 57’ Vitali |

| Arbitro: | Gussoni (Tradate) |

|                     |           |                             |
| Sciarretta 75’, 89’ | Marcatori | 16’, 46’ Ciccolo 59’ Vitali |

| Vicenza 22 settembre 1968 3ª giornata | Lanerossi Vicenza | 0 – 0 | Milan | Stadio Romeo Menti\| Arbitro: \| D'Agostini (Roma) \| |
| Arbitro:                              | D'Agostini (Roma) |       |       |                                                       |

## Statistiche

### Statistiche di squadra
| Competizione | Punti | In casa | In casa | In casa | In casa | In casa | In casa | In trasferta | In trasferta | In trasferta | In trasferta | In trasferta | In trasferta | Totale | Totale | Totale | Totale | Totale | Totale | DR  |
| Competizione | Punti | G       | V       | N       | P       | Gf      | Gs      | G            | V            | N            | P            | Gf           | Gs           | G      | V      | N      | P      | Gf     | Gs     | DR  |
| ------------ | ----- | ------- | ------- | ------- | ------- | ------- | ------- | ------------ | ------------ | ------------ | ------------ | ------------ | ------------ | ------ | ------ | ------ | ------ | ------ | ------ | --- |
| Serie A      | 23    | 15      | 7       | 5       | 3       | 16      | 9       | 15           | 1            | 2            | 12           | 10           | 30           | 30     | 8      | 7      | 15     | 26     | 39     | -13 |
| Coppa Italia | 5     | 1       | 0       | 1       | 0       | 0       | 0       | 2            | 2            | 0            | 0            | 6            | 2            | 3      | 2      | 1      | 0      | 6      | 2      | +4  |
| Totale       |       | 16      | 7       | 6       | 3       | 16      | 9       | 17           | 3            | 2            | 12           | 16           | 32           | 33     | 10     | 8      | 15     | 32     | 41     | -9  |

### Statistiche dei giocatori
| Giocatore    | Serie A  | Serie A | Coppa Italia | Coppa Italia | Totale   | Totale |
| Giocatore    | Presenze | Reti    | Presenze     | Reti         | Presenze | Reti   |
| ------------ | -------- | ------- | ------------ | ------------ | -------- | ------ |
| A. Bardin    | 18       | -25     | ?            | ?            | 18+      | -25+   |
| G. Biasiolo  | 29       | 0       | ?            | ?            | 29+      | 0+     |
| M. Calosi    | 30       | 0       | ?            | ?            | 30+      | 0+     |
| S. Carantini | 30       | 0       | ?            | ?            | 30+      | 0+     |
| N. Ciccolo   | 15       | 2       | ?            | ?            | 15+      | 2+     |
| Cinesinho    | 24       | 4       | ?            | ?            | 24+      | 4+     |
| R. De Petri  | 17       | 0       | ?            | ?            | 17+      | 0+     |
| G. Fasoli    | 1        | 0       | ?            | ?            | 1+       | 0+     |
| D. Fontana   | 27       | 1       | ?            | ?            | 27+      | 1+     |
| F. Gallina   | 12       | 4       | ?            | ?            | 12+      | 4+     |
| F. Luison    | 14       | -14     | ?            | ?            | 14+      | -14+   |
| L. Menti     | 19       | 0       | ?            | ?            | 19+      | 0+     |
| G. Piampiani | 8        | 0       | ?            | ?            | 8+       | 0+     |
| A. Reif      | 19       | 4       | ?            | ?            | 19+      | 4+     |
| P. Rigoni    | 1        | 0       | ?            | ?            | 1+       | 0+     |
| I. Romanzini | 2        | 0       | ?            | ?            | 2+       | 0+     |
| M. Rossetti  | 7        | 0       | ?            | ?            | 7+       | 0+     |
| P. Tumburus  | 25       | 6       | ?            | ?            | 25+      | 6+     |
| A. Vitali    | 25       | 5       | ?            | ?            | 25+      | 5+     |
| G. Volpato   | 29       | 0       | ?            | ?            | 29+      | 0+     |